# Ася Джонс
Ася Джонс  (англ. Asjha Jones; нар. 1 серпня 1980) — американська баскетболістка, олімпійська чемпіонка.

## Виступи на Олімпіадах
| Олімпіада   | Дисципліна | Місце |
| ----------- | ---------- | ----- |
| Лондон 2012 | баскетбол  | 1     |